# Groot-Kolkata
Groot-Kolkata of  Kolkata Metropolitan Area (KMA) is een metropoolgebied in de provincie West-Bengalen in het oosten van India. 
De stad Kolkata (tot 2001 Calcutta genoemd) vormt het historische en bestuurlijke centrum van het metropoolgebied. Deze bestaat verder uit het district Haora en delen van de districten Dakshin 24 Parganas, Hooghly, Nadia en Uttar 24 Parganas.
Groot-Kolkata heeft 17,9 miljoen inwoners. Qua inwonertal is het de de derde metropool van India en de 20e metropool van de wereld.
Het hele gebied staat onder toezicht van de Kolkata Metropolitan Development Authority (KMDA), een staatsorganisatie die verantwoordelijk is voor stadsplanning, ontwikkeling, transport en huisvesting en de uitdagingen op het gebied van planning en ontwikkeling van geïntegreerde infrastructuur voor de grootstedelijke regio moest aan pakken.